# Anansi
Ananse (literalmente araña) o también llamado Anansi es uno de los personajes más importantes de las leyendas de África occidental y del Caribe. Es un personaje de cuentos populares akan. A menudo adopta la forma de una araña y a veces se le considera un dios de todo conocimiento de cuentos. Al adoptar el papel de trickster, es también uno de los personajes más importantes del folclore de África Occidental, afroamericano y del Caribe. Originarios de África Occidental, estos cuentos de arañas se transmitieron al Caribe a través del comercio transatlántico de esclavos.
Anansi es conocido sobre todo por su capacidad para burlar y triunfar sobre oponentes más poderosos mediante el uso de la astucia, la creatividad y el ingenio. A pesar de asumir el papel del trickster, las acciones y parábolas de Anansi suelen tenerlo como protagonista por su capacidad de transformar sus aparentes debilidades en virtudes. Es uno de los varios tricksters en el folclor de África Occidental, como el hermano Conejo y el conejo Leuk.
Anansi es descrito como un héroe cultural, que actúa en nombre de Nyame, su padre y dios del cielo. Él trae la lluvia que apaga los incendios y realiza otras tareas por su padre. Su madre es Asase Ya. Es considerado el diablo que salva.
Hay varias menciones de los hijos de Anansi. Según algunos mitos su esposa es conocida como Señorita Anansi o la Señora de Anansi, pero es más comúnmente llamada Aso. Es representado como una araña, un humano o combinaciones de los mismos.
Las leyendas de Anansi se creen originarias de la tribu Ashanti. Estas luego se propagaron por grupos akan y luego al Caribe, Surinam, y las Antillas Neerlandesas. 
En Curazao, Aruba, y Bonaire es conocido como Nanzi, y su esposa como Shi Maria. Las historias de Anansi se originaron en Ghana, África. 
La palabra Anansi es del pueblo Akan y significa araña.

## Origen
Los cuentos de arañas están muy extendidos por toda África occidental, pero los cuentos de Anansi originarios de Ghana, son los más conocidos, ya que el nombre de Anansi procede de la palabra en lengua akan que significa «araña». Más tarde se extendieron a las Indias Occidentales, Surinam, Sierra Leona (donde fueron introducidos por los cimarrones jamaicanos) y las Antillas Neerlandesas; también a Curazao, Aruba y Bonaire.
A Anansi se le representa de muchas formas diferentes y con distintos nombres, desde «Ananse», «Kwaku Ananse» y «Anancy», hasta sus iteraciones en el Nuevo Mundo, como «Ba Anansi»,,: 102–123 «Kompa Nanzi» y/o «Nanzi», «Nancy», «Aunt Nancy» y «Sis' Nancy». Aunque a menudo se le representa como un animal, Anansi tiene muchas representaciones, no solo actuando como hombre sino apareciendo como tal. En otras, Anansi es una araña antropomorfizada con rostro humano o, a la inversa, un humano con rasgos de araña, como las ocho patas. Anansi también tiene familia en varios cuentos populares que lo involucran, conformada por su sufrida esposa Okonore Yaa – conocida en otras regiones como Aso, Crooky o Shi Maria; Ntikuma, su hijo primogénito; Tikelenkelen, su hijo cabezón; Nankonhwea, su hijo de cuello enjuto y piernas enjutas; finalmente, Afudohwedohwe, su hijo barrigón. Anansi también tiene una hermosa hija llamada Anansewa en otros cuentos, como los presentados en la obra de Efua Sutherland: en el cuento de Efua, se embarca en una misión para asegurar que Anansewa pueda tener un pretendiente apropiado. En un cuento, Anansi es grosero y no le gusta compartir.

## Otros nombres
- Annancy or Anancy (Jamaica, Granada, Costa Rica, Colombia, Nicaragua)
- Anancyi
- Ananansa
- Ananse
- Anansi Drew (Bahamas)
- Aunt Nancy (Tía Nancy, en Carolina del Sur)
- Hanans
- Kompa Nanzi (Antillas Neerlandesas)
- Pablo Barnansi (S. Quanderer)
- Compé Anansi
- Kweku Anansi (Akan)
- Nansi
- Anansiil
- B'anansi (Surinam)
- Ayiyi
- Kacou Ananzè

## En la cultura popular
- Joel Chandler Harris escritor estadounidense del siglo XVIII compuso una serie de historias basadas en los cuentos de Anansi, pero cambiando a este por un conejo.
- En el libro de relatos Cuentos maravillosos del mundo entero (1986) de la editorial Círculo de Lectores, el cual consta de diversas adaptaciones hechas por el autor inglés James Riordan, el primer cuento de la obra se titula "Kwaku Ananse y la serpiente". Este relato pretende conservar parte de su oralidad original.
- En honor de Ananse y la cultura africana, en Cali Colombia se realiza anualmente el Ananse Festival de Cine y video Afro, que pretende visibilizar y promocionar las producciones audiovisuales que aborden las manifestaciones culturales políticas y sociales de la población afrocolombiana.[9]
- Skunk Anansie es el nombre de una banda de rock/metal alternativo inglesa, surgida a mediados de la década de 1990. Su nombre naturalmente alude al famoso personaje de la tradición mítica y folclórica africana, el "hombre araña".
- La novela los hijos de Anansi, del escritor Británico Neil Gaiman. Anansi también aparece en la novela American Gods de Neil Gaiman.
- Los Cuentos de Anasi, una colección de folclore afrocaribeño de Costa Rica, relacionados con Anansi, del académico Quince Duncan.
- En los juegos de Rol de Mundo de Tinieblas, hay una raza de cambiaformas llamada Ananasi en su honor.
- En la serie Gárgolas, en el capítulo 45 Goliath, Elisa y Ángela luchan contra la araña Anansi como parte de su viaje posterior a estar en Avalon.
- En la saga The Other: Evolve or Die, de Marvel Comics, Peter Parker viaja a Wakanda (en el centro de África) y muchos aldeanos de la tierra de Pantera Negra le toman como un enviado de Anansi.
- En la serie "American Gods", en el episodio 2 de la primera temporada ("El secreto de las cucharas"), aparece Anansi en su doble versión de Dios/Diablo y araña.
- En la serie animada franco-coreana Ladybug. El personaje de Nora Césaire se convierte en una supervillana llamada Anansi. Que es también su apodo de boxeadora.
- En la serie de televisión de CW Legends of Tomorrow. El personaje llamado Amaya Jiwe usa un tótem llamado Anansi que es uno de los 6 tótems de las tribus perdidas de Zambesi el cual le otorga la habilidad de invocar el ashe (espíritu) de cualquier animal que halla existido y por ende utilizar sus habilidades.
- Tiene su aparición en Las Leyendas: Creaturas Ocultas, como un poderoso semidios de gran energía con habilidad de disparar telarañas y provocar visiones debido a su amuleto mágico.